# Zwierzyniec (gemeente)
De gemeente Zwierzyniec is een stad- en landgemeente in het Poolse woiwodschap Lublin, in powiat Zamojski.
De zetel van de gemeente is in Zwierzyniec.
Op 30 juni 2005, telde de gemeente 7261 inwoners.

## Oppervlakte gegevens
In 2002 bedroeg de totale oppervlakte van gemeente Zwierzyniec 156,78 km², waarvan:
- agrarisch gebied: 27%
- bossen: 66%

De gemeente beslaat 8,37% van de totale oppervlakte van de powiat.

## Demografie
Stand op 30 juni 2005:
| Omschrijving                   | Totaal | Totaal | Vrouwen | Vrouwen | Mannen | Mannen |
| ------------------------------ | ------ | ------ | ------- | ------- | ------ | ------ |
| eenheid                        | aantal | %      | aantal  | %       | aantal | %      |
| inwoners                       | 7261   | 100    | 3717    | 51,1    | 3544   | 48,9   |
| bevolkingsdichtheid (inw./km²) | 46,3   | 46,3   | 23,7    | 23,7    | 22,6   | 22,6   |

De gemeente telt 6,57% van het totaal aantal inwoners van de powiat.
In 2002 bedroeg het gemiddelde inkomen per inwoner 1255,73 zł.

## Administratieve plaatsen (sołectwo)
Bagno, Guciów, Kosobudy, Kosobudy-Bór, Obrocz, Sochy, Topólcza, Turzyniec, Wywłoczka, Żurawnica.

## Aangrenzende gemeenten
Adamów, Józefów, Krasnobród, Radecznica, Szczebrzeszyn, Tereszpol, Zamość